# Dead Space (2023年のコンピュータゲーム)
『Dead Space』（デッドスペース）は、Motive Studioが開発し、エレクトロニック・アーツが2023年1月27日に発売したサバイバルホラーゲーム。EA Redwood Shoresが開発した2008年の同名ゲームのリメイク。 対応機種はPlayStation 5、Windows、Xbox Series X/S。2013年に発売された『Dead Space 3』以来、10年ぶりのシリーズの新作。本作の批評は概ね好評で、オリジナルに対して加えられた改善点が称賛されている。

## 概要

### 背景設定
宇宙開発と星間戦争を経た26世紀、惑星「イージスVII」付近で動かなくなった巨大惑星採掘船「USGイシムラ」、その修理へと向かう船「USGケリオン」に配属されたシップシステムエンジニアの「アイザック・クラーク」の視点で物語は描かれる。 ケリオンのクルーは彼の他に、コンピューターアナリストの「ケンドラ・ダニエルズ」、セキュリティ主任の「ザック・ハモンド」、パイロットの「ヘイリー・ジョンストン」と「アイデン・チェン」がいる。
アイザックの恋人であり、イシムラの専任医務官「ニコール・ブレナン」からの遭難信号を調査するうちに、クルーは人間の死体が変異したクリーチャー「ネクロモーフ」から襲われることとなる。 クルーたちを助け、イシムラの真実を知るために、アイザックは戦いを強いられる。その過程で、「エリザベス・クロス」、エリザベスの恋人でエンジニアの「ジェイコブ・テンプル」、主任科学研究員「テレンス・カイン」、正気を失った科学者「チャールズ・マーサー」などの生存者と出会う。

## マーケティング
2021年7月21日に行われたイベント「EA's Play Live」 で、ティザートレーラーと共に本作は発表された。当初の発売予定は2022年後半だったが、2022年3月11日には2023年初頭へと延期が発表された。10月4日、ゲームプレイトレーラーが公開され、新しい発売予定日が2023年1月27日に決定した。

## 音楽
ジェイソン・グレイブスによるオリジナルの楽曲が保持され、追加の音楽的要素はTrevor Gureckisによって手掛けられた。 

## 評価
レビュー収集サイトのMetacriticによると、本作の評価は「概ね好評」（英: Generally favorable）である。
IGNは、Motive Studioが「再設計された素晴らしい宇宙船、スマートかつ控えめに強化された物語と見事に再想像されたアクションによって、シリーズのSFホラー的世界観を再び力づけた」として、本作を高く評価した。 ガーディアンは、本作を「合理化されたバージョンの『Dead Space』であり、オリジナルの張り詰めたテンポ感と力強い勢いを継承しつつ、よりスムーズな出来に仕上がっている」と述べている。 Eurogamerはイシムラの変化を好意的に受け止めつつ、アイザックの新たなボイスについてはホラー感が薄まるとしている。Kotakuは、体系化されたボス戦を退屈だとして不満を表した。 Polygonは、「機械の騒音から現実離れした悲鳴に至るまで、イシムラにおける豊かな音の層は恐怖を増幅させる」として新たな音響システムを称賛した。